# West Jefferson, Carolina de Nord
West Jefferson este un târg (o localitate urbană de ordin doi) din comitatul Ashe, statul Carolina de Nord, Statele Unite ale Americii. Populația a fost de 1081 persoane la recensământul din 2000.

## Istorie
West Jefferson a fost înregistrat ca oraș în 1909, fiind al doilea oraș ca vechime încorporat în comitatul Ashe. West Jefferson are distincția de a avea singura fabrică de brânză din sud-estul Statelor Unite. Pentru mai multe decenii, West Jefferson a fost deservit de Calea Ferată Norfolk and Western, mai bine cunoscută sub numele de "Virginia Creeper".

## Geografie
West Jefferson este situat în Munții Apalași, într-o vale între Vârful Jefferson (spre est) și Vârful Paddy (spre vest).